# Lill Svartgrundet
Lill Svartgrundet is een Zweeds eiland / zandbank behorend tot de Lule-archipel. Het is een eilandje ten zuiden van Sör-Tistersön in de eilandengroep Tistersöarna in de archipel. Het heeft geen vaste oeververbinding en heeft geen bebouwing.